# L'Équipe de Greg
 (août 2021).
Si vous disposez d'ouvrages ou d'articles de référence ou si vous connaissez des sites web de qualité traitant du thème abordé ici, merci de compléter l'article en donnant les références utiles à sa vérifiabilité et en les liant à la section « Notes et références ».
L'Équipe de Greg est une émission diffusée sur la chaîne de télévision L'Équipe depuis le 23 août 2021 du lundi au vendredi de 18h30 à 21h00 (depuis le 21 août 2023) et présentée par Grégory Ascher. Elle suit le même concept que L'Équipe d'Estelle.

## Histoire
L'émission remplace L'Équipe d'Estelle animée par Estelle Denis de 2017 à mi-juillet 2021 qui est partie de L'Équipe pour présenter Estelle Midi sur RMC Story à partir du 23 août 2021.
Depuis la saison 3, l'émission est désormais diffusée de 18h30 à 21h pour laisser place à la nouvelle émission, L'Équipe de Choc.

## Participation
- Camille Maccali, chroniqueuse statistiques
- Guillaume Dufy, journaliste à L'Équipe
- Carine Galli, journaliste à L'Équipe, M6 et W9
- Florian Gazan, chroniqueur humour
- Raphaël Sebaoun, chroniqueur statistiques
- Alicia Dauby, chroniqueuse statistiques
- Julien Aliane, chroniqueur statistiques
- Pierre-Antoine Damecour, chroniqueur humour
- Yoann Riou, journaliste à L'Équipe
- Bertrand Latour, journaliste à RTL ( jusqu'à son départ pour canal + en septembre 2024,)
- Vincent Duluc, journaliste à L'Équipe
- Raymond Domenech, ancien joueur et entraîneur
- Melisande Gomez, journaliste à L'Équipe
- Nabil Djellit, journaliste à France Football
- Dave Appadoo, journaliste à France Football
- Karim Nedjari, éditorialiste du groupe Élephant
- Hervé Penot, journaliste à L'Équipe
- Sébastien Tarrago, journaliste à L'Équipe
- Éric Silvestro, journaliste à RTL
- Pierre Bouby, ancien joueur, community manager de l'US Orléans
- Olivier Rouyer, ancien joueur international et entraîneur.
- Dominique Grimault, journaliste
- Anthony Clément, journaliste à L'Équipe
- Béric Pierre-Louis, chroniqueur humour
- Pierre Maturana, journaliste à So Foot
- Vikash Dhorasoo, ancien joueur (depuis 2018)
- Jérôme Alonzo, ancien joueur (gardien de but)
- Arnaud Tulipier, journaliste à France Football
- Arnaud Hermant, journaliste à L'Équipe
- Candice Rolland, journaliste à L'Équipe, chroniqueuse statistiques
- Jenny Demay, youtubeuse chaîne Top Chrono Ligue 1 (depuis 2019)
- Ludovic Obraniak, ancien joueur franco-polonais (depuis 2020)
- Antoine Pineau (dit Pinot) chroniqueur et humoriste, (depuis 2022)
- Didier Roustan chroniqueur de Football (2024- juin 2024)
- Olivier Bossard, journaliste France Football
- Benoît trémoulinas, ancien joueur

## Concept et rubriques
L'émission traite de l'actualité du football et d'autres sports en moindre mesure. Environ cinq sujets sont abordés dans des débats entre les chroniqueurs auxquels s'ajoutent plusieurs rubriques.